# Isabel de Riquer i Permanyer
Isabel de Riquer i Permanyer   (Barcelona, 24 de novembre de 1941) és una filòloga catalana, filla de Martí de Riquer i Morera i d'Isabel Permanyer Cintrón, germana de Borja de Riquer i Permanyer. Des de 2016 és comtessa de Casa Dávalos amb Grandesa d'Espanya.

## Biografia
Estudià Filologia Romànica a la Universitat de Barcelona, on es doctorà el 1979 amb una tesi sobre el trobador Paulet de Marsella, i on fou després professora titular i catedràtica de literatures romàniques medievals. Des de l'any 2011, es professora emèrita a la UB.
Especialitzada en literatura trobadoresca i literatura francesa medieval, i en literatura castellana de la baixa edat mitjana, ha publicat nombrosos articles i monografies sobre diferents autors medievals, i ha contribuït a la seva divulgació mitjançant traduccions i antologies. L'any 1988 va rebre el premi d'Ajuda a la Creació Literària del Ministeri de Cultura d'Espanya per la traducció del Chevalier au lion de Chrétien de Troyes i el d'Assaig de la UNED l'any 1995 per Contra las mujeres: poemas de rechazo y vituperio en col·laboració amb Robert Archer.
També ha escrit sobre la correspondència de Martí de Riquer amb Dámaso Alonso, Salvador Espriu i María Rosa Lida de Malkiel.
En desembre de 2016 va ingressar com a acadèmica de l'Acadèmia de Bones Lletres de Barcelona (Medalla XII) en substitució de Manuel Mundó i Marcet.

## Obres
- Antología de Literatura Española e Hispanoamericana. Barcelona: Ediciones Vicens Vives, 1983 ISBN 84-316-2170-2
- Le Pélérinage de Charlemagne/ La peregrinación de Carlomagno. Text original, traducció, notes i pròleg, Barcelona, Quaderns Crema, 1984.
- (Amb Victoria Cirlot, Ana Maria Mussons, Gabriel Oliver) Antología de textos de literaturas románicas : siglos XII-XIII. Barcelona : Edicions Universitat de Barcelona, 1984
- El caballero de la espada. La doncella de la mula. Madrid: Ediciones Siruela, 1984
- Jean Renart. Nueves lais medievales, y La sombra. Madrid: Ediciones Siruela, 1987
- Tristán e Iseo Tomás de Inglaterra, Berol, María de Francia, Gerbert de Montreuil; Isabel de Riquer (trad.). Madrid: Ediciones Siruela, 1996 ISBN 84-7844-556-0
- Paulet de Marselha: un provençal a la cort dels reis d'Aragó. Edició i estudi, Barcelona, Columna, 1996.
- Poemes catalans sobre la caiguda de Constantinoble. Barcelona: Universitat de Barcelona, 1997
- El prólogo literario en la Edad Media amb Jesús Montoya Martínez. Madrid: Universidad Nacional de Educación a Distancia, UNED, 1998. ISBN 84-362-3648-3
- Professor Basilio Losada: ensinar a pensar con liberdade e risco Isabel de Riquer (ed. lit.), Elena Losada Soler (ed. lit.), Helena González Fernández (ed. lit.). Universitat de Barcelona, 2000. ISBN 84-475-2486-8
- Cantar de Roldán Madrid : Gredos, cop. 1999. ISBN 84-249-2239-5
- El Caballero del León Chrétien de Troyes; Isabel de Riquer (trad.). Madrid: Alianza Editorial, 2000. ISBN 978-84-206-3616-0
- Raúl de Cambrai: (cantar de gesta francés) Anónimo del siglo XII; Isabel de Riquer (trad.). Madrid: Ediciones Siruela, 2007 ISBN 84-9841-061-4
- El corazón devorado: una leyenda desde el siglo XII hasta nuestros días. Madrid : Siruela, 2007
- Literatura europea dels orígens: introducció a la literatura romànica medieval amb Jordi Cerdá, María Reina Bastardas i Rufat, Stefano Maria Cingolani, Francesc Massip i Meritxell Simó. Barcelona:Editorial Uoc, S.L, 2012. ISBN 9788497884914
- Historia literaria del infante Enrique de Castilla (1230-1303). Barcelona: Reial Acadèmia de BOnes Lletres, 2016
- El Novellino. Isabel de Riquer (trad.). Madrid: Alianza, 2016